# Pawło Eljanow
Pawło Wołodymyrowycz Eljanow, ukr. Павло Володимирович Ельянов (ur. 10 maja 1983 w Charkowie) – ukraiński szachista, arcymistrz od 2001 roku.

## Kariera szachowa
Od początku XXI wieku znajduje się w ścisłej czołówce ukraińskich szachistów i jest etatowym członkiem narodowej reprezentacji. W 2005 r. zwyciężył (przed m.in. Władimirem Akopjanem, Ivanem Sokolovem oraz Janem Timmanem) w silnie obsadzonym  otwartym turnieju w Amsterdamie oraz podzielił III-IX m. na mistrzostwach Europy w Warszawie. W 2006 r. zwyciężył w Montrealu (przed Kamilem Mitoniem) oraz zajął V m. w jednym z najsilniej obsadzonych otwartych turniejów na świecie, Aerofłot Open–A w Moskwie. Na początku 2007 r. zwyciężył w turnieju Corus B w Wijk aan Zee, natomiast w 2008 r. podzielił III m. (za Magnusem Carlsenem i Wasilijem Iwanczukiem, wspólnie z Siergiejem Karjakinem) w turnieju Aerosvit w Foros. W 2009 r. odniósł samodzielne zwycięstwo w tradycyjnym turnieju Bosna w Sarajewie, natomiast w 2010 r. zwyciężył w ostatnim eliminacyjnym turnieju cyklu FIDE Grand Prix, rozegranym w Astrachaniu oraz zajął I m. w turnieju Politiken Cup w Kopenhadze. W 2012 r. podzielił I m. (wspólnie z Mateuszem Bartlem i Antonem Korobowem) w turnieju Aerofłot Open w Moskwie, natomiast w 2013 r. zwyciężył (wspólnie z Wesleyem So i Bassemem Aminem) w Reykjavíku oraz w Pojkowskim. W 2014 r. zwyciężył w rozegranym w Şəmkirze turnieju B memoriału Wugara Gaszimowa.
Wielokrotnie reprezentował Ukrainę w turniejach drużynowych, m.in.:
- sześciokrotnie na olimpiadach szachowych (w latach 2004, 2006, 2008, 2010, 2012, 2014); pięciokrotny medalista: wspólnie z drużyną – dwukrotnie złoty (2004, 2010) i brązowy (2012) oraz indywidualnie – srebrny (2010 – na III szachownicy) i brązowy (2014 – na III szachownicy)[4],
- dwukrotnie na drużynowych mistrzostwach świata (w latach 2005, 2011); medalista: wspólnie z drużyną – brązowy (2011)[5],
- czterokrotnie na drużynowych mistrzostwach Europy (w latach 2003, 2005, 2009, 2011); dwukrotny medalista: wspólnie z drużyną – brązowy (2009) oraz indywidualnie – złoty (2009 – na I szachownicy)[6],
- na drużynowych mistrzostwach Europy juniorów do 18 lat (w roku 2000); medalista: wspólnie z drużyną – złoty (2000)[7].

Najwyższy ranking w dotychczasowej karierze osiągnął 1 marca 2016 r., z wynikiem 2765 punktów zajmował wówczas 11. miejsce na światowej liście FIDE, jednocześnie zajmując 1. miejsce wśród ukraińskich szachistów.

## Życie prywatne
W kwietniu 2009 r. ożenił się z ukraińską mistrzynią międzynarodową, Ołeną Dworecką.